# 林鎮區 (密蘇里州莫尼托縣)
林鎮區（英語：Linn Township）是位於美國密蘇里州莫尼托縣的一個行政鎮區。

## 地方資料
林鎮區的面積為230.56平方千米，當中陸地面積為225.02平方千米，而水域面積為5.54平方千米。根據2020年美國人口普查的數據，當地共有人口1262人，而人口密度為每平方千米5.47人。